# Паляс-Субіра
Паля́с-Субіра́ — район (кумарка) Каталонії (кат. Pallars Sobirà). Столиця району — м. Сор (кат. Sort).

## Фото

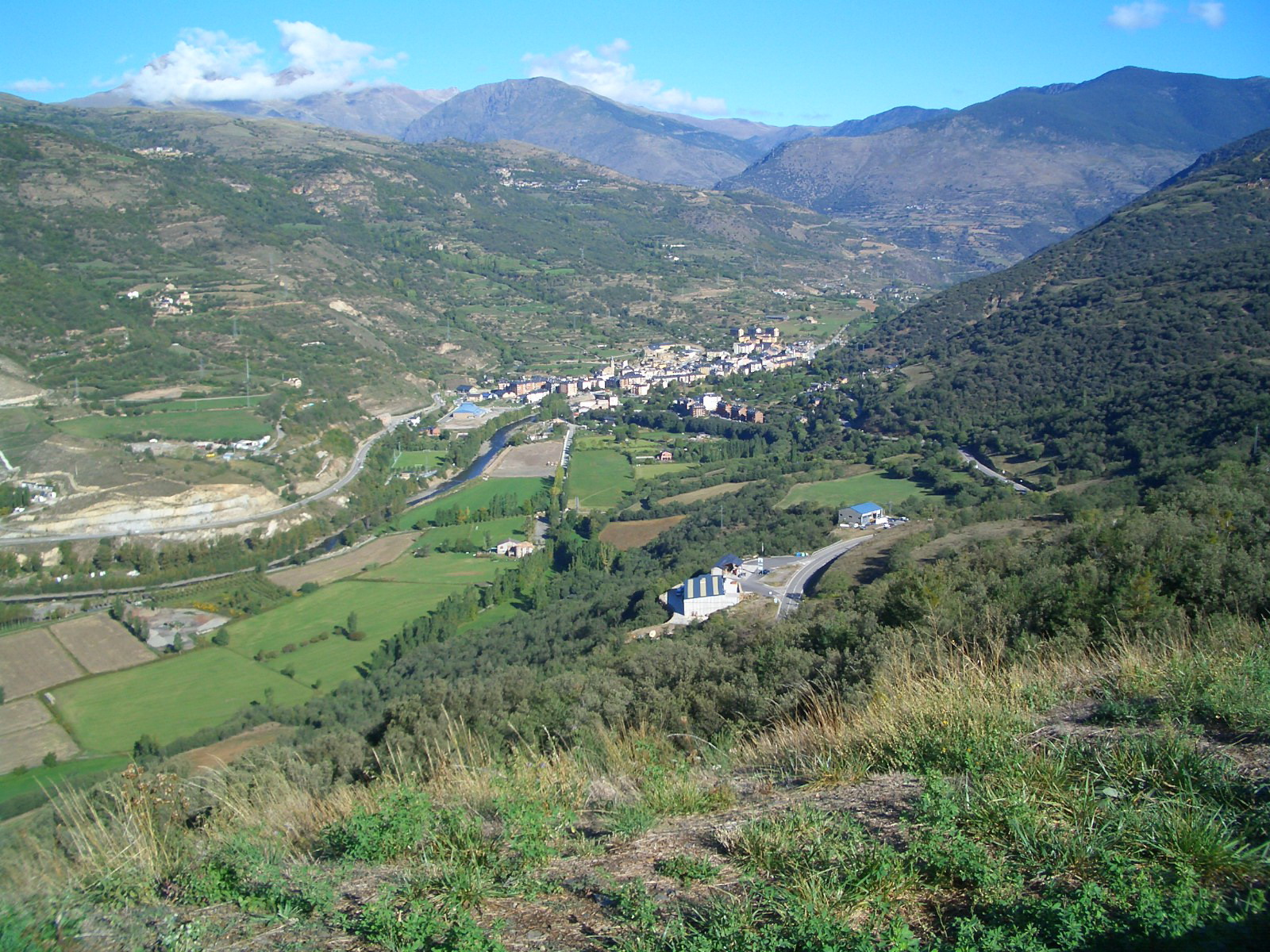
Місто Сор
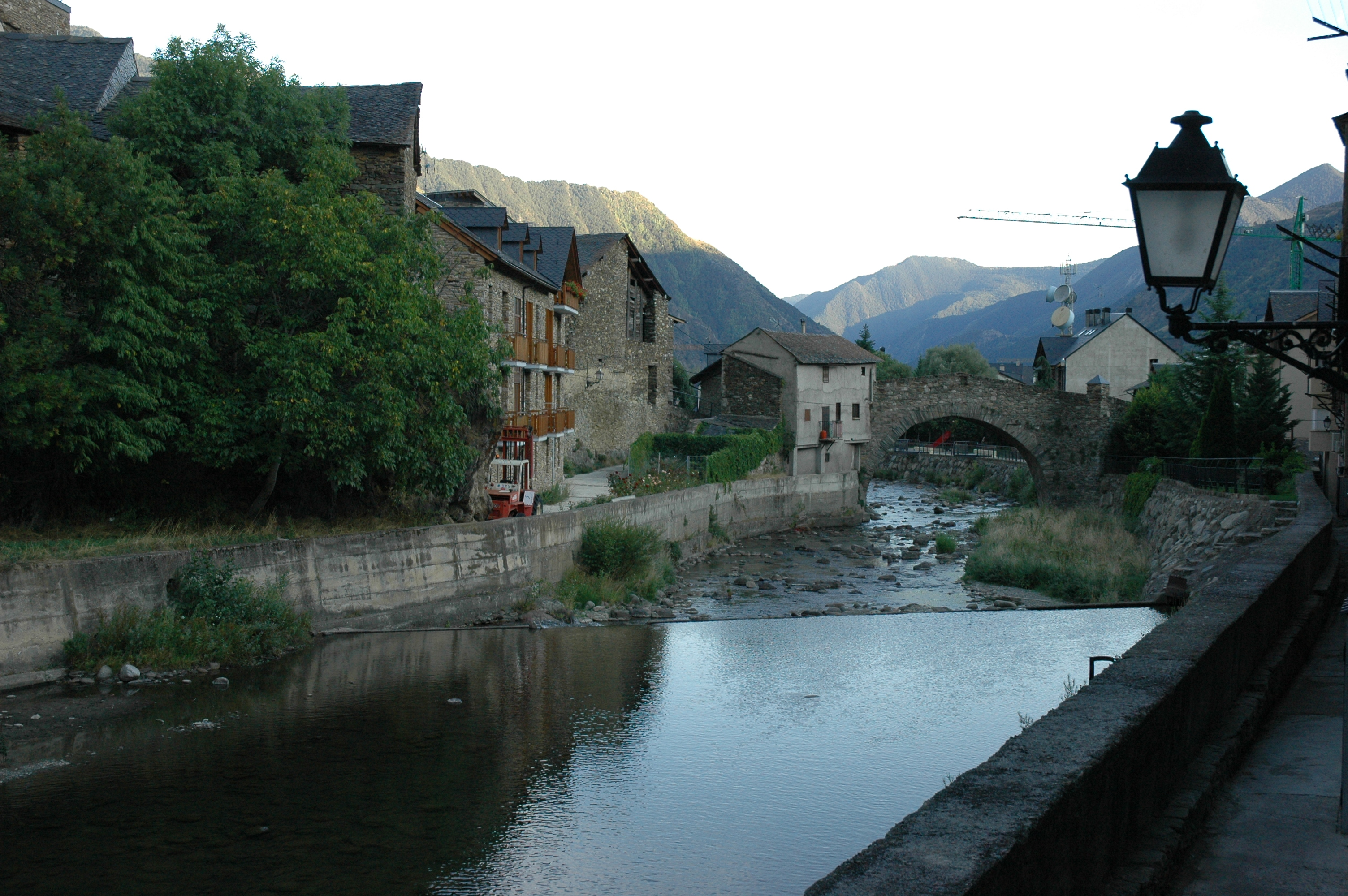
Муніципалітет Астеррі-д'Анеу

## Муніципалітети
- Алінс (кат. Alins) — населення 257 осіб;
- Алт-Анеу (кат. Alt Àneu) — населення 450 осіб;
- Аспот (кат. Espot) — населення 359 осіб;
- Астеррі-да-Кардос (кат. Esterri de Cardós) — населення 71 особа;
- Астеррі-д'Анеу (кат. Esterri d'Àneu) — населення 815 осіб;
- Баль-да-Кардос (кат. Vall de Cardós) — населення 399 осіб;
- Баш-Паляс (кат. Baix Pallars) — населення 406 осіб;
- Ла-Ґінґета-д'Анеу (кат. Guingueta d'Àneu, la) — населення 370 осіб;
- Лябурсі (кат. Llavorsí) — населення 330 осіб;
- Лядорра (кат. Lladorre) — населення 225 осіб;
- Ріалп (кат. Rialp) — населення 662 особи;
- Сор (кат. Sort) — населення 2.264 особи;
- Сурігера (кат. Soriguera) — населення 341 особа;
- Тірбія (кат. Tírvia) — населення 130 осіб;
- Фаррера (кат. Farrera) — населення 112 осіб.